# Seiiči Sakija
Seiiči Sakija (japonsko 崎谷 誠一), japonski nogometaš, 1. december 1950.
Za japonsko reprezentanco je odigral tri uradne tekme.